# 755 pr. n. št.

## Smrti
- Ašur-dan III., kralj Asirije  (* ni znano)